# Млинівка (споруда)

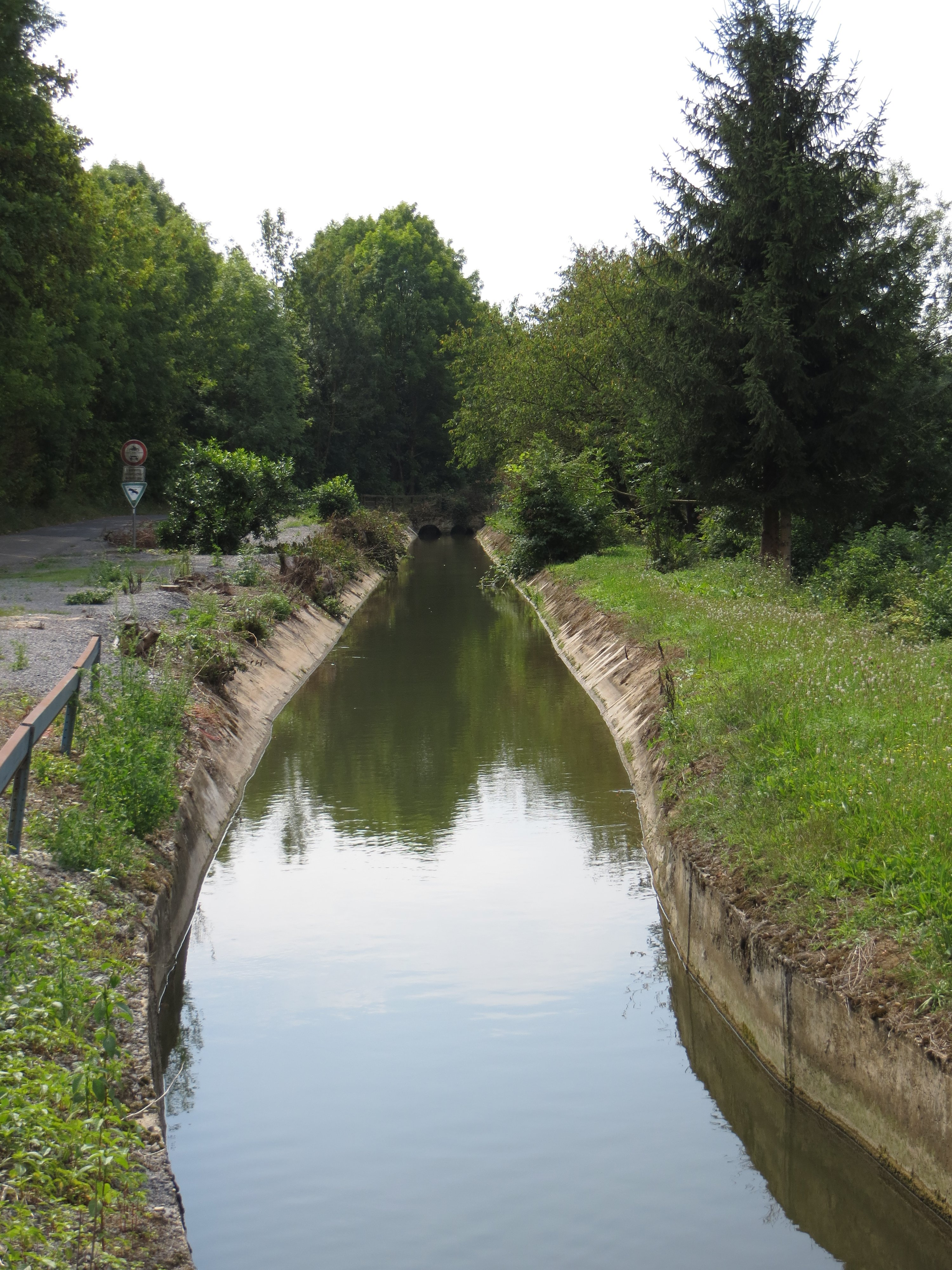
Млинівка в Гайльбронні, Німеччина

Млині́вка (інші назви — млинови́ця, розто́ка) — канал, яким подається вода з річки до водяного млина (або тартака).
Щоб уникнути руйнувань від повеней, більшість млинів зводили на певній відстані від річки, а щоб подавати воду на водяне колесо, будували млинівки. На річці, трохи нижче від місця, де починалась млинівка, зводили греблю. Рівень води піднімався і частина її надходила у млинівку. Далі вода йшла самопливом до млина. Млинівка завершувалась дерев'яним або бетонним (інколи кам'яним) жолобом — лотока́ми, з якого вода падала на водяне колесо. У місці, де починалися лотоки, влаштовували затвор — заставку (застав). Якщо річка була невелика, на млинівці споруджували став. Нижче ставу будували млин. За ніч вода нагромаджувалась у ставі, а вдень її використовували для роботи млина.
У деяких місцевостях млинівки тягнулись на багато кілометрів, інколи від села до села, та подавали воду на декілька млинів і тартаків.

## Джерело
- «Млинарство» (альбом, В. І. Шагала, 1981 р.)